# Malcolm (Alabama)
Malcolm – jednostka osadnicza w Stanach Zjednoczonych, w stanie Alabama, w hrabstwie Washington.